# Tramway de Kagoshima
 (septembre 2016).
Si vous disposez d'ouvrages ou d'articles de référence ou si vous connaissez des sites web de qualité traitant du thème abordé ici, merci de compléter l'article en donnant les références utiles à sa vérifiabilité et en les liant à la section « Notes et références ».
Le tramway de Kagoshima est le réseau de tramways de la ville de Kagoshima, au Japon. Il comporte deux lignes, totalisant 13,1 km.

## Historique
Le tramway de Kagoshima est actuellement l'un des seuls tramway japonais à être bénéficiaire[réf. nécessaire]. Plus de 10 millions d'usagers l'empruntent annuellement[réf. nécessaire].

## Caractéristiques

### Réseau

#### Tronçons
Officiellement, il existe quatre tronçons, totalisant une longueur de 13,1 km.
- Ligne Dai-Ikki ("Ligne Phase 1", 第一期線) : Takenohashi — Kagoshima-Ekimae
- Ligne Dai-Niki ("Ligne Phase 2", 第二期線) : Takamibaba — Kagoshima-Chūō-Ekimae
- Ligne Taniyama (谷山線) : Takenohashi — Taniyama
- Ligne Toso (唐湊線) : Kagoshima-Chūō-Ekimae — Kōrimoto

#### Lignes commerciales
Le réseau compte deux lignes commerciales :
■ Ligne 1 (1系統) : Kagoshima-Ekimae — Takamibaba — Takenohashi — Kōrimoto — Taniyama
■ Ligne 2 (2系統) : Kagoshime-Ekimae — Takamibaba — Kagoshima-Chūō-Ekimae — Kōrimoto

### Exploitation
Les rames ont une cadence générale de cinq minutes, allant jusqu'à une minute en heure de pointe. Le tarif est de  170 yens par trajet.